# Северная Язьва

Северная Язьва — река в России, протекает в Красновишерском районе Пермского края. При слиянии с Полуденной Язьвой образует реку Язьва. Длина реки составляет 24 км.

## Описание
Протекает в южной части Красновишерского района Пермского края. Берёт начало на западных склонах горного хребта Кваркуш и течёт преимущественно на юго-запад. Населённых пунктов на реке нет.

## Данные водного реестра
По данным государственного водного реестра России относится к Камскому бассейновому округу, водохозяйственный участок реки — Кама от водомерного поста у села Бондюг до города Березники, речной подбассейн реки — бассейны притоков Камы до впадения Белой. Речной бассейн реки — Кама.
По данным геоинформационной системы водохозяйственного районирования территории РФ, подготовленной Федеральным агентством водных ресурсов:
- Код водного объекта в государственном водном реестре — 10010100212111100004983
- Код по гидрологической изученности (ГИ) — 111100498
- Код бассейна — 10.01.01.002
- Номер тома по ГИ — 11
- Выпуск по ГИ — 1